# Réseau routier roumain

Réseau routier roumain

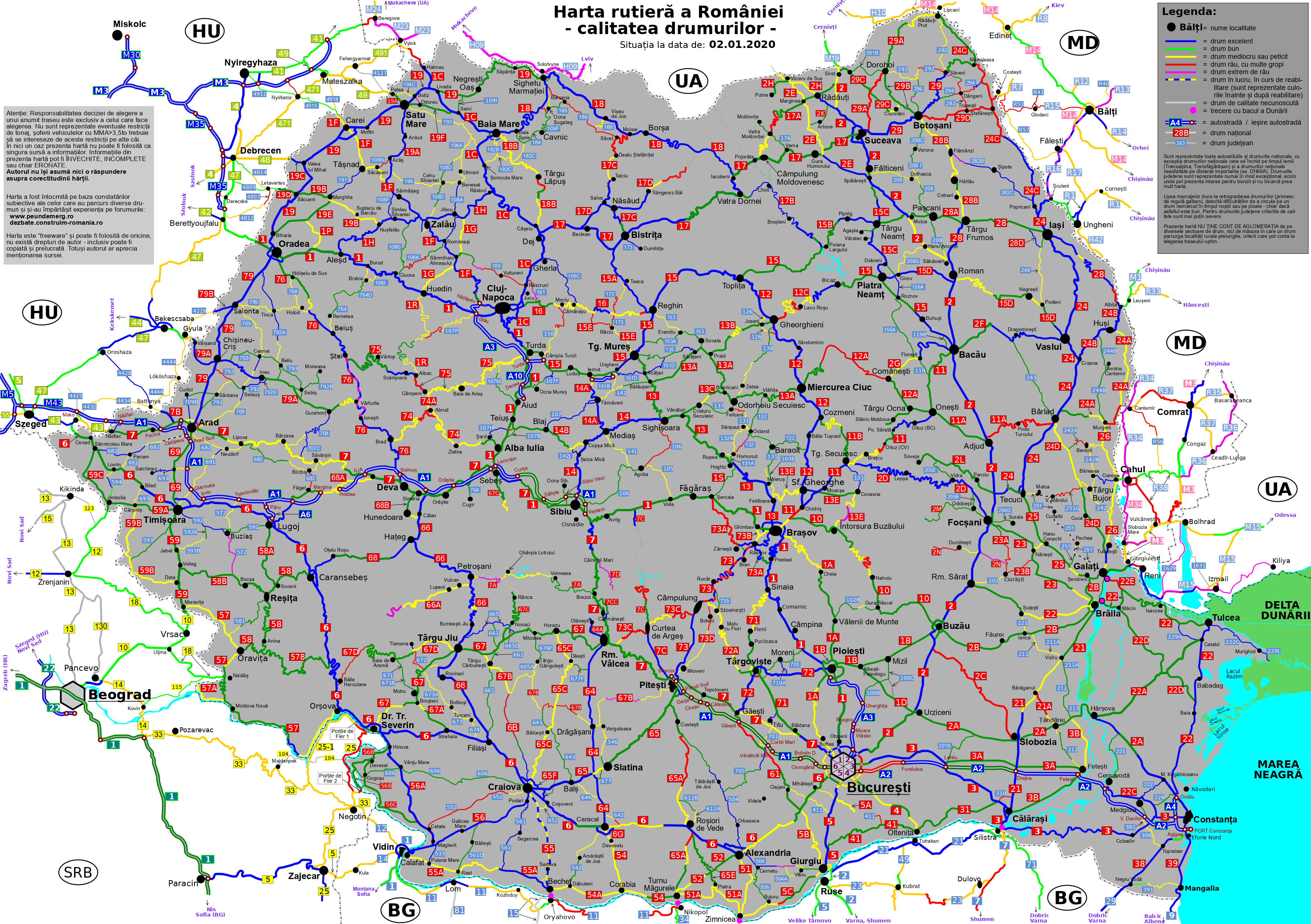
Notation des routes de Roumanie, au 2 janvier 2020

Le réseau routier roumain est formé d'environ 81 713 km de voies diverses.

## Gestion du réseau
Le réseau routier roumain est géré par l'État et les collectivités territoriales (à l'intermédiaire de la C.N.A.D.N.R. - Compagnie Nationale des Autoroutes et des Routes Nationales de Roumanie). Fin 2024, le réseau routier roumain était formé de :
- routes nationales : 16 503 km (dont 1253 km d'autoroutes)
- routes départementales (gérées par les conseils départementaux) : 35 048 km
- routes communales (gérées par les conseils communaux) : 30 162 km

Tout véhicule utilisant le réseau routier roumain extra-muros doit être muni d'une vignette (dénommée Rovinieta) vendue par la C.N.A.D.N.R. (Compania Nationala de Autostrazi si Drumuri Nationale din Romania).
En outre, le réseau de routes intra-muros comprenait 119 988 km de voies reparties de la façon suivante : 
- routes dans les localités urbaines : 22 328 km
- routes dans les localités rurales : 97 660 km

## Réseau autoroutier

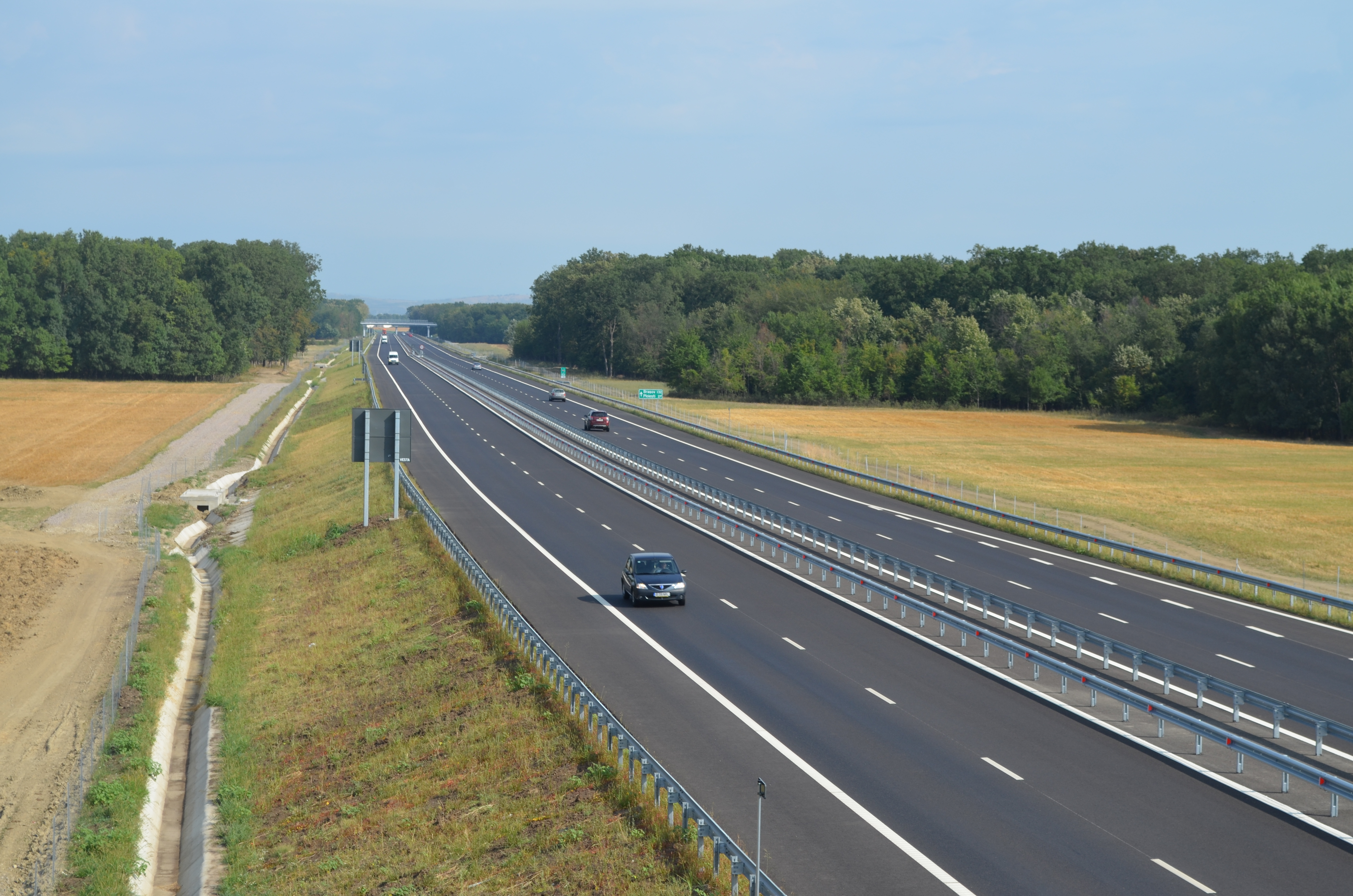
L'A3 à proximité de Ploiești.

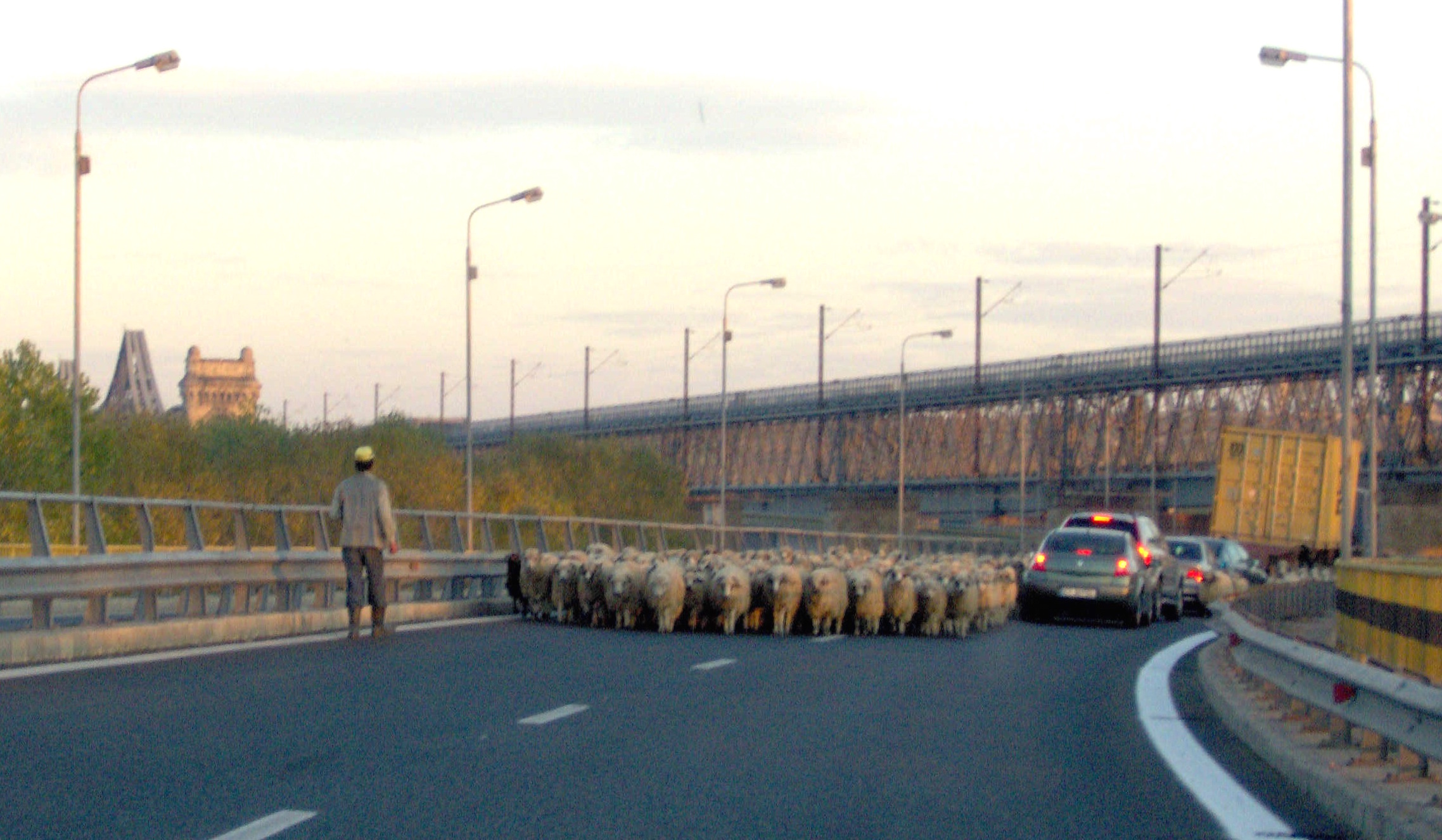
Dans le Bărăgan, le pastoralisme traditionnel ne cède pas facilement la place à la circulation automobile (ici à Feteşti en 2006).

Fin 2024, le réseau autoroutier roumain est peu étendu comparé à la surface du pays, totalisant 1,253.87 km en service et 641.85 km en cours de construction. A ce réseau s'ajouteront 771 Km supplémentaires actuellement en cours de licitation. 
Le défi principal est représenté par le relief montagneux des Carpates qui occupent le centre du pays et qui imposent des solutions techniques complexes et couteuses (tunnels et viaducs), demandant par conséquent des temps de construction longs.  

## Routes nationales

Réseau national de routes

À peu près 50 % des routes nationales ont été modernisées depuis 2005.
La plus connue est la DN1 reliant Bucarest à la frontière hongroise.

## Routes départementales et communales
Fin 2009, des 35 048 km de routes départementales 24 100 km étaient goudronnées et 10 948 km étaient en gravier, alors que des 30 162 km de routes communales 6 043 km étaient goudronnées et 24 119 km étaient en gravier. Cependant, le rythme de modernisation des routes s'est accru depuis 2005. 

## Accidentalité
En 2015, en Roumanie, 61% de la mortalité routière se trouve en agglomération[réf. non conforme].
En 2016, 62% de la mortalité routière se trouve en agglomération[réf. non conforme].
En agglomération
En 2015, la Roumanie compte 1154 tués en agglomération, soit 58 tués en ville par million d'habitants, soit environ le triple de la moyenne de 19 tués en ville par million d'habitants dans l'Union européenne.
En 2016, la Roumanie compte 1189 tués en agglomération, soit 60 tués en ville par million d'habitants, soit environ le triple de la moyenne de 19 tués en ville par million d'habitants dans l'Union européenne. Ainsi la Roumanie est le pays de l'union européenne ayant le plus de tués urbains par population, avec 42.9% de plus de tués que le second pays qui est la Hongrie.

## Règles et limitations de vitesse
- l'allumage des feux de croisement est obligatoire 24h/24 hors agglomération ;
- L'Alcoolémie maximale autorisée : nul (0,0 g/L d'alcool dans le sang) ;
- les limitations de vitesse en vigueur sont les suivantes :
  - 50 km/h en ville
  - 90 km/h hors agglomération
  - 130 km/h sur autoroute